# Laurent Eynac
Laurent Eynac, né le 4 octobre 1886 au Monastier-sur-Gazeille en Haute-Loire et mort le 16 décembre 1970 à Paris 7e, est un avocat, journaliste, et homme politique français. Il fut député puis sénateur de la Haute-Loire et plusieurs fois ministre dans l'entre-deux-guerres.

## Biographie
Avocat, Laurent Eynac est un élu modéré radicalisant (la Gauche radicale est un groupe de centre-droit après 1919) de la Haute-Loire pendant 21 ans (conseiller général et député de 1913 jusqu'en 1935 puis sénateur de 1935 à 1940) ainsi que plusieurs fois ministre (des PTT, du Commerce, des Travaux Publics et enfin de l'Air). Il fut le premier ministre de l'Air (ministère créé par décret en 1928).
Pendant la Première guerre mondiale, il est d’abord mobilisé comme officier d’administration en mars 1915, puis sous-lieutenant de réserve au 131e RI en mai 1916. Il est détaché comme observateur au service aéronautique du C.R.P (Camp retranché de Paris) la même année, avant d’être promu lieutenant de réserve à titre temporaire par décret ministériel en avril 1918. Il affecté à une escadrille de bombardement à partir de 1916, la V. 110. Il est cité à l'ordre de l'armée le 5 décembre 1916. En parallèle, il est député à l’Assemblée nationale et est membre de la Commission de l’Armée de mars 1917 à janvier 1918. Pendant la guerre, il porte notamment l’idée d’une politique de bombardement, et d’une manière générale, une meilleure organisation de la force aérienne.
Dans sa région, comme parlementaire puis comme ministre, il poussera à la construction de la ligne ferroviaire transcévenole mais qui ne sera jamais achevée. 
Après la Seconde Guerre mondiale, il siège à l'Assemblée de l'Union française, dont il est le vice-président de 1947 à 1958 et où il préside également le Rassemblement des gauches républicaines. Il siège ensuite au Conseil économique et social (1959-1964). 

## Fonctions gouvernementales
- Commissaire général aux Essences et Pétroles du 2 juin 1920 au 16 janvier 1921
- Sous-secrétaire d'État à l'Aéronautique et aux Transports aériens du 17 janvier 1921 au 19 juillet 1926
- Ministre de l'Air du 14 septembre 1928 au 4 décembre 1930 à partir du cabinet Raymond Poincaré IV jusqu'au cabinet André Tardieu II
- Ministre des Postes et Télécommunications du 18 décembre 1932 au 26 octobre 1933 dans le cabinet Joseph Paul-Boncour puis le cabinet Édouard Daladier I
- Ministre du Commerce et de l'Industrie dans le cabinet Albert Sarraut I puis le cabinet Camille Chautemps II du 26 octobre 1933 au 30 janvier 1934 et le cabinet Fernand Bouisson du 1er au 7 juin 1935
- Ministre des Travaux publics dans le cabinet Pierre Laval IV du 7 juin 1935 au 24 janvier 1936
- Ministre de l'Air dans le cabinet Paul Reynaud du 21 mars au 16 juin 1940

## Décorations
- Grand cordon de l'ordre du Ouissam Alaouite[10].